# Андора
 Тази статия е за държавата в Европа.  За града в Италия вижте Андора (Италия).  
Княжество Андора е малка страна в Югозападна Европа, която няма излаз на море. Тя се намира между Франция и Испания, в източната част на планините Пиренеи. Андора процъфтява поради многото туристи, които я посещават, както и поради ниските данъци, привличащи инвеститори. Държавата е част от каталонската общност заедно с части от Испания и Франция.

## История
Първите сведения за Андора са от 803 г., но за година на основаването ѝ се приема 819 г., когато било съставено „Писмото на свободата“, което давало независимост на скотовъдците, живеещи по долината на Валира и Ордино. В 1278 г. между епископа на Урхел (Испания) и граф Де Фуа (Франция) e постигнато споразумение (на френски: Paréage – така наречения „разделителен протокол“) за съвместно владение (кондоминиум) на Андора. Този статут, видоизменен, продължава да е в сила. 1866 – приета е Конституцията на страната. В периода 1940 – 44 германските войски, по време на Втората световна война окупират държавата. През 1982 г. е избран първият министър-председател на Андора – О. Р. Рейг. През 1986 г. е сформиран Изпълнителен съвет (правителство) с председател Ж. П. Соланс. През 1993 г. чрез референдум е одобрена конституция, установяваща парламентарно управление. Андора е членка на ООН от 1993 г.

## География
Андора е разположена на висока средна надморска височина в източните части на Пиренеите, заградена от труднодостъпни върхове. Пейзажът е типично високопланински – огромни скални маси, зелени гори, пасища, кристално чисти ледникови езера. Върху територията на Андора се извисяват над 20 върха от 1800 до 2946 m. Между тях е долината на река Валира.
Най-високият връх в Андора е Кома Педроса с височина от 2946 m. Намира се в западната част на страната.
Площта на Андора е 468 km²

### Климат
Климатът в долината е сух с обилни валежи от дъжд през пролетта и есента, и снеговалежи, които се задържат по високите върхове повече от 7 месеца.

## Население
Андорците представляват малка част от населението на своята собствена страна – само около 33% от жителите. Най-голямата група чужденци са испанците (43%), португалците са 11%, а французите – 7%. Останалите 6% принадлежат на няколко други националности.
Единственият официален език е каталонският, говорен и в съседния испански автономен район Каталуния, с който културата на Андора има много общи черти. Обикновено се използват също и испански, португалски и френски език. Основната религия е католицизмът.

## Държавно устройство
Държавното устройство е парламентарно княжество, представлявано от двама конституционни съуправители (държавни глави) – президентът на Франция и епископът на Сео де Урхел (Испания). Законодателен орган е Генералният съвет (парламент). Изпълнителен орган – Изпълнителен съвет, чийто председател се избира от парламента.
Първото правителство е създадено едва през 1986 г., а на жените е позволено да гласуват за първи път през 1971 г.

## Административно деление
Княжество Андора е административно разделено на 7 общини (или църковни настоятелства): Андора ла Веля, Енкам, Ескалдес-Енгордан, Канильо, Ла Масана, Ордино и Сан Джулия де Лория.

## Икономика
БВП 1,2 млрд. USD (1996). Главно туристическо обслужване. Международен финансов център. Пасищно животновъдство (главно овце). Ечемик, царевица, ръж, картофи, тютюн. Овощарство, зеленчукопроизводство, лозарство, маслини. Занаяти (резба на дърво и камък). Няма жп линии, 269 km шосета (1994).
Износ: 58 млн. USD (1998) – тютюневи продукти, мебели.
Внос: 1,077 млрд. USD (1998) – стоки за потребление, хранителни стоки, електрическа енергия.
Туризмът е в основата на малката, но състоятелна андорска икономика, осигурявайки почти 80% от БВП на страната. Приблизително 9 милиона туристи годишно посещават Андора, привлечени от безмитното положение на страната и от нейните летни и зимни курорти.
Предимствата на Андора са избледнели заради икономиките на съседните ѝ Франция и Испания, които са отворени и предлагат по-голямо разнообразие от стоки и ниски митнически тарифи.
Андора не е член на Европейския съюз (ЕС), но поддържа специални взаимоотношения с него – например няма мита за промишлените стоки от ЕС. Андора няма собствена парична единица и използва валутата на своите съседи. Допреди 1999 това са били френският франк и испанската песета, които сега са заменени от единната валута на ЕС – еврото. За разлика от други малки европейски страни, които използват еврото, Андора не сече собствени евро монети. През октомври 2004 се постига споразумение между ЕС и Андора тя да може да сече собствени монети.

## Други
- Комуникации в Андора
- Транспорт в Андора
- Армия на Андора
- Външна политика на Андора